# سينما نرويجية

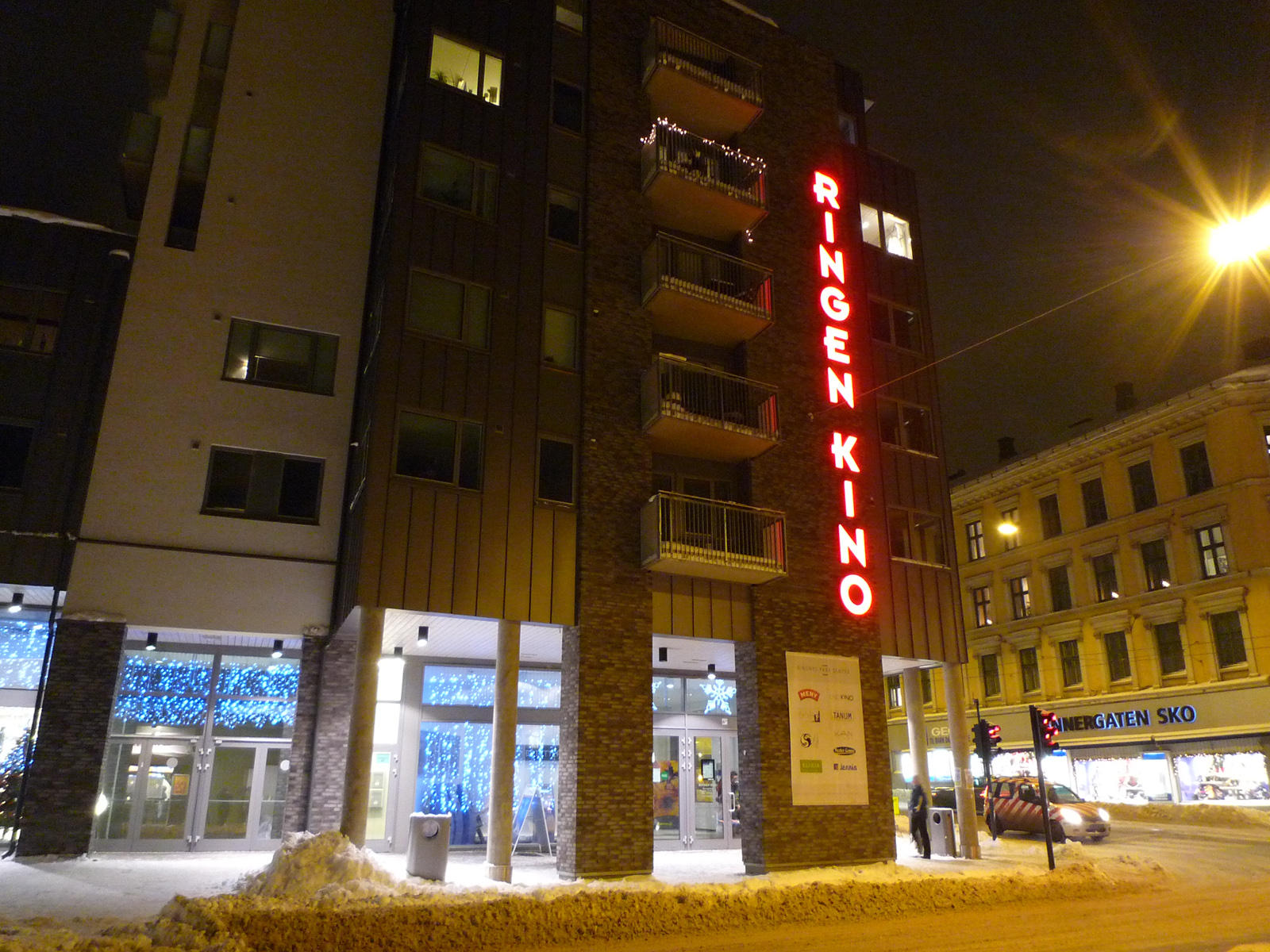
رينجن كينو (دار سينما في أوسلو بالنرويج)

سينما نرويجية كانت صناعة سينما النرويجية بارزة لبعض الوقت. ويعود أول فيلم أنتج محليًا في النرويج إلى عام 1907 حيث كان فيلما قصيرًا تدور أحداثه عن الصيادين تحت عنوان Fiskerlivets farer. في حين تم إصدار أول فيلم مطول عام 1911 من إنتاج هالفمان نوبل Roede.
في عام 1931، قدم تانكريد إبسن، حفيد الكاتب المسرحي أول فيلم صوتي من نوعه في النرويج حمل عنوان Den store barnedåpen («المعمودية الكبرى»). وخلال الثلاثينيات من القرن العشرين، «هيمن إبسن» على صناعة السينما في البلاد، بينما احتل ليف سينينج المركز الثاني. أنتج إبسن الميلودراما التقليدية أكثر أو أقل على نموذج أفلام هوليود. وفي أوائل القرن الحادي والعشرين، أتيحت الفرصة لعدد قليل من المخرجين السينمائيين النرويجيين للذهاب إلى هوليوود لتوجيه العديد من الأفلام المستقلة.
اعتبارا من عام 2011، تم إنتاج ما يقرب من 900 فيلم نرويجي، وهو ما يمثل ثلث ما تم إنتاجه من أفلام في ال15 سنة الماضية.